# Antillostenochrus eremita
Espèce
Antillostenochrus eremita est une espèce de schizomides de la famille des Hubbardiidae.

## Distribution
Cette espèce est endémique de la province de Guantánamo à Cuba. Elle se rencontre à Imías.

## Description
Le mâle holotype mesure 5,16 mm et la femelle paratype 4,58 mm.

## Publication originale
- Teruel & Rodriguez-Cabrera, 2019 : Two remarkable new species of Hubbardiidae Cook, 1899 (Arachnida: Schizomida) from eastern Cuba. Ecologica Montenegrina, vol. 20, p. 40-54 (texte intégral).